# Blacky pictures test
Il Blacky pictures test (BPT) è un test proiettivo, volto ad indagare attraverso 12 vignette, le dinamiche della personalità dei bambini, secondo il modello psicosessuale freudiano. Rientra tra i reattivi narrativi o di contenuto.
Il test è stato creato da Gerald S. Blum nel 1947, che è stato docente di psicologia presso l'Università del Michigan.
Le vignette raffigurano una "famiglia" di cani in particolari situazioni che possono essere collegate a fenomeni della teoria psicoanalitica. Il protagonista è "Blacky", accompagnato dal fratello (Tippy), dalla madre e dal padre. Il genere di Blacky viene determinato in base a quello del soggetto che viene esaminato. Ai bambini viene chiesto di inventare una storia, basata sui disegni nelle vignette, e il contenuto delle loro risposte, una volta analizzato, è stato pensato per indicare i tratti delle personalità descritte da Freud (ad esempio angoscia di castrazione o invidia del pene).
La validità e l'attendibilità del Blacky Pictures Test è stata contestata da diversi psicologi, tra cui Hans Eysenck.

## Usi, ricerca e risultati
Quando il test fu creato, nel 1947, il suo scopo principale era quello di aiutare l'analista a comprendere i cambiamenti della personalità che avvengono nel bambino e come lui o lei progrediva attraverso le fasi freudiane dello sviluppo psicosessuale. Lo psicoanalista mostrava le vignette del test di Blacky a un paziente e le sue reazioni venivano analizzate in relazione ai tratti di personalità descritti da Freud. I soggetti venivano valutati in base a diverse dimensioni, tra cui: erotismo orale (oral eroticism), sadismo orale (oral sadism), angoscia di castrazione, rivalità tra fratelli (sibling rivality), identificazione positiva dell'Io e oggetto d'amore narcisistico. Le vignette di Blacky sono state utilizzate per diagnosticare vari disturbi psicologici o psichiatrici sia nei bambini che negli adulti.
Negli anni successivi, il Blacky Pictures Test è stato esaminato da vari ricercatori come Blum e Kaufman e Bernstein e Chase. I risultati delle ricerche sono tuttavia ambigui. Ad esempio, Blum e Kaufman hanno trovato una differenza significativa tra i gruppi riguardo all'erotismo orale. Quando lo studio fu replicato da Bernstein e Chase, tuttavia, non fu trovata alcuna differenza tra i gruppi.